# بخش داکورو (نیجر)
بخش داکورو (به لاتین: Dakoro Department) یک منطقهٔ مسکونی در نیجر است که در ناحیه مارادی واقع شده‌است. بخش داکورو ۶۰۶٬۸۶۲ نفر جمعیت دارد.